# Albert Lang (Maler)

Albert Lang: Selbstbildnis mit Zigarette, 1911

Albert Lang (* 15. November 1847 in Karlsruhe; † 1. Dezember 1933 in München) war ein deutscher Maler und Graphiker.

## Leben
Lang war der Sohn des Kaufmanns Heinrich Lang und dessen Ehefrau Katharina Kaufmann. Nach seiner Schulzeit begann Lang in seiner Heimatstadt Architektur zu studieren. Später wechselte er im selben Fach an die Berliner Bauakademie, wo er Schüler von Heinrich Strack wurde.

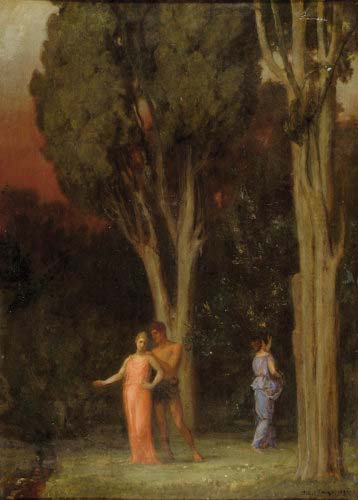
Albert Lang: Zypressenhain, 1891

Auf einer Italienreise, die Lang 1869/70 seiner angeschlagenen Gesundheit wegen unternahm, fand er Gefallen an der Malerei. Sein Freund, der Maler Carl Schuch bestärkte ihn darin und vermittelte ihn als Schüler an Alexander Strähuber. Zurück aus Italien, ließ sich Lang in München nieder und studierte dort Malerei. Gerade durch Hans Thoma und Wilhelm Leibl wurde Lang anfangs sehr beeinflusst. Über Leibl kam Lang nicht nur der Malerei Gustave Courbets und dessen Umfelds näher, sondern er schloss sich auch dem Kreis um seinen Freund Leibl an.
Lang interpretierte die hier vertretene Richtung sehr vehement und bekämpfte zeit seines Lebens die Stilrichtung, die u. a. der Historienmaler Karl Theodor von Piloty vertrat. 1873 besuchte Lang für einige Wochen die Akademie in Karlsruhe, und Anfang 1874 unternahm er zusammen mit Thoma eine Studienreise durch Italien. März bis Mai 1874 waren die beiden in Rom, von wo aus Thoma wieder nach Deutschland zurückkehrte; Lang aber blieb 14 Jahre in Florenz.
In Florenz befreundete sich Lang mit dem Maler Hans von Marées und schloss sich der Künstlergruppe an, welche sich um Marées gebildet hatte. Zu ihr gehörten Peter Bruckmann, Conrad Fiedler, Adolf von Hildebrand und A. Hollaender. Karl von Pidoll und Arnold Böcklin standen diesem Kreis nahe, können aber nicht dazu gerechnet werden.
1881 heiratete Lang in Florenz Maria Francesca Ludovica Zampis. Mit ihr hatte er einen Sohn, den späteren Maler Leonhard Lang (* 1878). 1888 kehrte Lang nach Deutschland zurück und ließ sich in Frankfurt am Main nieder. Dort lebte und wirkte inzwischen Hans Thoma. Gemeinsam führten sie u. a. ein Fresko für das Restaurant Zum Kaiser Karl aus, welches aber im letzten Krieg zerstört wurde.
1897 ging Lang nach München, bekam aber bald wegen seines Augenleidens immer größere Probleme. Seine Erkrankung führte nach einigen Jahren zur völligen Erblindung. Im Alter von 86 Jahren starb Albert Lang am 1. Dezember 1933 in München.

## Werke (Auswahl)
- Der Zecher
- Maler Heinrich
- Feldweg

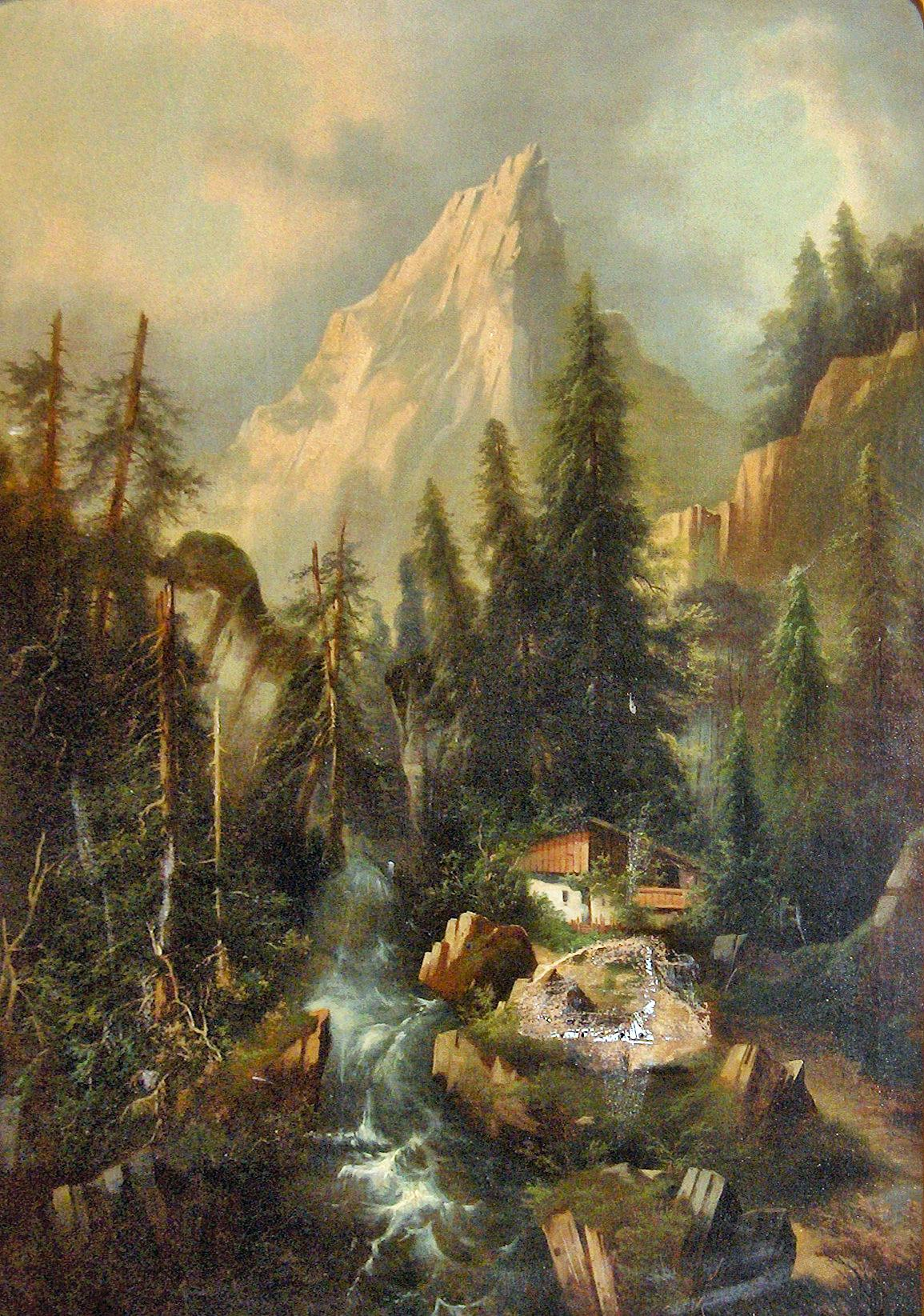
Albert Lang: Alpine Landschaft

- Einsamkeit (1879, Kunsthalle Mannheim)